# Low cost producer
Een Low cost producer is een onderneming die tracht haar geproduceerde producten tegen zo een laag mogelijke verkoopprijs aan te bieden door zo goedkoop mogelijk te produceren.  In functie daarvan kan een low cost producer haar verkoopprijzen aan de grote winkelketens laag houden.
Men kan goedkoop produceren doordat ze kunnen genieten van schaalvoordelen.